# Désert (roman)
Pour les articles homonymes, voir Désert (homonymie).
Désert est un roman d'apprentissage de Jean-Marie Gustave Le Clézio publié le 6 mai 1980 aux éditions Gallimard.

## Résumé
Le roman débute et se termine par l'histoire (en 1909-1910) de Nour, un jeune homme faisant partie d'une caravane de nomades touaregs, les « hommes bleus du désert », qui fuient la colonisation du Sahara par les Chrétiens, en direction d'une terre promise par le grand cheikh Ma-el-Aïnine.
L'histoire de Lalla se situe dans un présent flou (1970-1975), au Maroc près de Tanger, dans un bidonville. La fillette vit une enfance heureuse aux portes du désert. Mais à son adolescence, elle doit s'exiler à Marseille pour éviter un mariage forcé. Son adaptation à sa nouvelle vie, si différente de ce qu'elle a toujours connu, est difficile.
Les deux histoires s'entrecroisent au long du roman.

## Cycle marocain
Avec Gens des nuages et Poisson d’or qui le suivront, Désert s’inscrit dans le cycle marocain de Le Clėzio, rédigé entre 1980 et 1997, qui succède au cycle amérindien et précède le cycle mauricien. Cette trilogie s’inscrit dans un parcours linéaire qui va de l’appel du désert à l’impuissance face au réel, chacune de ces œuvres ouvrant la voie à la suivante.
Cela fait dire à Bernadette Rey Mimoso-Ruiz, que Le Clézio s’inspire de la tarîqa soufie, la Voie étroite, le parcours initiatique qui « relie l’extérieur à l’intérieur, l’apparence à l’essence, l’écorce au noyau. »

## Éditions
- Désert, éditions Gallimard, 1980  (ISBN 2070207129)